# Edward Bogusławski (kompozytor)
Edward Bogusławski (ur. 22 września 1940 w Chorzowie, zm. 24 maja 2003 w Katowicach) – polski kompozytor i pedagog związany z Państwową Wyższą Szkołą Muzyczną w Katowicach.

## Życiorys
Od 1959 roku studiował na Wydziale Teorii, Kompozycji i Dyrygentury w Państwowej Wyższej Szkole Muzycznej w Katowicach w zakresie teorii specjalnej (dyplom w 1964 roku), a od 1961 roku kompozycję w klasie Bolesława Szabelskiego (dyplom w 1966 roku). Jako stypendysta Ministerstwa Kultury i Sztuki studiował również w Wiedniu u Romana Haubenstocka-Ramatiego. W 1961 roku był dyrygentem Chóru „Echo” z Łazisk Górnych.
Od 1963 roku wykładowca Państwowej Wyższej Szkoły Muzycznej w Katowicach: w latach 1971-1972 dziekan Wydziału Wychowania Muzycznego, w latach 1971–1975 oraz 1990–1996 dziekan Wydziału Kompozycji. Wykładał także na filii Uniwersytetu Śląskiego w Cieszynie oraz Wyższej Szkole Pedagogicznej w Częstochowie.
W 1983 roku otrzymał tytuł profesora zwyczajnego.

## Przynależność do organizacji
Edward Bogusławski, poza swoją działalnością kompozytorską i pedagogiczną, angażował się w działalność stowarzyszeń muzycznych. Był członkiem m.in.:
- Związku Kompozytorów Polskich (od 1965 roku)
- Stowarzyszenia Autorów ZAiKS
- Towarzystwa im. Karola Szymanowskiego
- Sekcji Polskiej Międzynarodowego Towarzystwa Muzyki Współczesnej
- Rady Wyższego Szkolnictwa Artystycznego przy Ministerstwie Kultury i Sztuki (1985-1987)
- Rady Naukowej Śląskiego Instytutu Naukowego im. Jacka Koraszewskiego w Katowicach (1987-1992)
- Rady Użytkowników Śląskiej Akademickiej Sieci Komputerowej
- Rady Artystycznej Orkiestry Kameralnej „Camerata Impuls” (od 1997)

## Nagrody i wyróżnienia
W 1966, 1970, 1972 był laureatem Konkursu Kompozytorskiego im. Malawskiego w Krakowie. W 1971 na Międzynarodowej Trybunie Kompozytorów UNESCO w Paryżu otrzymał wyróżnienie za Concerto per oboe e orchestra. W 1975 zdobył I nagrodę za Ewokacje na Ogólnopolskim Konkursie Kompozytorskim z okazji 30 rocznicy wyzwolenia Warszawy. W 1996 otrzymał I nagrodę na konkursie kompozytorskim w Krakowie za Koncert na organy i orkiestrę. Dwukrotnie uhonorowano go Nagrodą Ministra Kultury i Sztuki. Odznaczony m.in. Krzyżem Kawalerskim Orderu Odrodzenia Polski, Złotym Krzyżem Zasługi i odznaką „Zasłużony Działacz Kultury”.

## Wybrane kompozycje
- Sygnały na zespół symfoniczny
- Sinfonia per coro ed orchestra
- Concerto per oboe anche oboe d’amore, corno inglese, mussette e orchestra
- Capriccioso-notturno
- Impromptu na flet, altówkę i harfę, 1972
- Ewokacja na bas, głos recytujący i orkiestrę
- Sonata Belzebuba - opera wg Stanisława Ignacego Witkiewicza[3]
- Pieśń o ziemi naszej – oratorium
- Symfonia koncertująca na skrzypce i orkiestrę kameralną
- Polonia poemat symfoniczny na skrzypce i orkiestrę symfoniczną
- Dies irae na chór mieszany, instrumenty perkusyjne i fortepian
- Mała fantazja na skrzypce solo
- Trio fortepianowe
- Studi per fisharmonica
- Pater noster na chór mieszany
- Musica per Ensemble d’Accord
- Lacrimosa na sopran i fortepian
- Dialogues for saxophone and vibraphone
- Concerto per organo e orchestra
- Musica per archi
- Lamento per soprano, oboe e organo

Utwory Edwarda Bogusłwaskiego były prezentowane zarówno na estradach polskich (m.in. na Międzynarodowym Festiwalu Muzyki Współczesnej „Warszawska Jesień”, Poznańskiej Wiośnie Muzycznej, Śląskich Dniach Muzyki Współczesnej), jak i zagranicznych (m.in. w Anglii, Belgii, Francji, Holandii, Stanach Zjednoczonych, Niemczech, Portugalii).